# Col Independence
Pour les articles homonymes, voir Indépendance.
Le col Independence, en anglais Independence Pass, est un col des montagnes Rocheuses, dans l'État américain du Colorado. Il est situé à une altitude de 3 686 m sur la Continental Divide, à la limite des comtés de Lake et Pitkin et des forêts nationales de San Isabel et White River.